# Dasyuris pluviata
Dasyuris pluviata là một loài bướm đêm trong họ Geometridae.